# Clanna Rudraige
Os Clanna Rudraige (em irlandês moderno: Clanna Rudhraighe; em inglês:  Clanna Rory) são, de acordo com a mitologia irlandesa, uma antiga tribo da província de Ulaid, na Irlanda. [carece de fontes?]

## Origens
As origens e pano de fundo dos Clanna Rudraige se encontram em textos medievais, que em geral misturam mitologia, pseudo-história e possíveis eventos reais, resultando em elaboradas histórias lendárias. De acordo com uma destas obras, os Anais dos Quatro Mestres, os Clanna Rudraige são descendentes de Rudraige mac Sithrigi, um príncipe de Ulaid que se tornou Grande Rei da Irlanda em algum momento entre os séculos III e I a.C..
Durante o reino de Eochu Feidlech enquanto Grande Rei, diz-se que as províncias da Irlanda tornaram-se reinos, com o líder de cada tribo que possuía uma província tornando-se rei, tal qual o primeiro rei de Ulster foi Fergus mac Léti, neto de Rudraige. O primo de Fergus, Conchobar mac Nessa, foi rei de Ulaid durante o Ciclo de Ulster da mitologia irlandesa. Segundo estes textos medievais, no século IV d.C. os Três Collas invadiram Ulaid.